# Afonso Pena Júnior
Afonso Augusto Moreira Pena Júnior (Santa Bárbara, 25 de dezembro de 1879 — Rio de Janeiro, 12 de abril de 1968) foi um advogado, professor, político e ensaísta brasileiro. Foi imortal da Academia Brasileira de Letras.

## Biografia
Era filho do ex-presidente da República Afonso Penna (1906 - 1909) e de Maria Guilhermina de Oliveira Pena.
Formou-se em Direito pela Faculdade de Direito da Universidade Federal de Minas Gerais em 1902. Na mocidade, pertenceu a grupos literários, em Belo Horizonte e cultivou a poesia simbolista.
Foi professor de Direito Internacional Público e de Direito Civil na Faculdade de Direito da Universidade Federal de Minas Gerais e secretário do Interior do Estado de Minas Gerais. Foi eleito deputado estadual duas vezes, no período de 1902 a 1912. Deixou o cargo para atuar na campanha civilista, combatendo a candidatura do marechal Hermes da Fonseca, de quem era adversário. Retornou à câmara estadual convidado pelo presidente Artur Bernardes. Atuou ainda como consultor jurídico do Banco do Brasil, cargo de que foi destituído em 1943, por ter assinado o Manifesto dos Mineiros; foi professor de Direito Civil na Faculdade de Direito da Universidade Católica do Rio de Janeiro; juiz do Tribunal Superior Eleitoral e ministro da Justiça. Foi membro do Instituto Brasileiro de Educação, Ciência e Cultura e reitor da Universidade do Distrito Federal, além de presidente da Comissão Permanente do Livro do Mérito. Foi fundador e o primeiro presidente da União dos Escoteiros do Brasil. 
Estudou o enigma da autoria das Cartas chilenas (13 poemas satíricos com estrutura de carta escritos por Critrilo), chegando à conclusão de que o autor era Tomás Antônio Gonzaga. Notabilizou-se também pelo seu estudo sobre a autoria de Arte de Furtar, obra tradicionalmente atribuída ao Padre Antônio Vieira, e que ele, através de aturadas pesquisas, tentou mostrar ter sido escrita por António de Sousa de Macedo. Em 1940, porém, já o historiador Francisco Rodrigues SJ, beneficiando de um achado no arquivo romano da Companhia de Jesus, tinha revelado a verdadeira autoria da obra, que desde então é atribuída, com um consenso crescente, ao jesuíta Manuel da Costa. Ocupou a cadeira 40 da Academia Mineira de Letras.

## Obras
- A educação pelo escotismo (1935)
- Crítica de atribuição de um manuscrito da Biblioteca da Ajuda - estudo crítico. Rio de Janeiro: Imprensa Nacional, (1943)
- A Arte de Furtar e o seu autor - ensaio, 2 vols., Livraria José Olympio, Rio de Janeiro e São Paulo, 1946.

## Academia Brasileira de Letras
Foi eleito membro da Academia Brasileira de Letras em 22 de maio de 1947 e tomou posse da cadeira 7 em 14 de agosto de 1948, pelas mãos do acadêmico Alceu Amoroso Lima.